# ماهیچه گشادکننده عنبیه
ماهیچه گشادکننده عنبیه (ماهیچه گشادکننده مردمک، گشادکننده مردمک، ماهیچه شعاعی عنبیه، رشته‌های شعاعی)، یک ماهیچه صاف در چشم انسان است که به صورت شعاعی در عنبیه امتداد دارد و به همین دلیل به عنوان عضله گشادکننده مناسب است. گشادکننده مردمک از سلول‌های انقباضی اصلاح شده‌ای به نام سلول‌های میواپیتلیال تشکیل شده‌است که به صورت پره‌ای پخش شده‌اند.
هنگامی که این سلول‌ها تحریک می‌شوند، منقبض شده و مردمک را گشاد می‌کنند و به نور بیشتری اجازه می‌دهند تا وارد چشم شود. این ماهیچه توسط دستگاه عصبی سمپاتیک عصب‌دهی می‌شود.

## ساختار

### عصب‌دهی
این ماهیچه توسط دستگاه عصبی سمپاتیک عصب‌دهی می‌شود، که با آزاد کردن نوراپی‌نفرین عمل می‌کند. نوراپی‌نفرین بر روی گیرنده‌های α1 عمل می‌کند. بنابراین، هنگامی که با محرک تهدیدآمیزی مواجه می‌شود که پاسخ جنگ یا گریز را فعال می‌کند، این عصب‌دهی عضله را منقبض کرده و مردمک را گشاد می‌کند، در نتیجه موقتاً نور بیشتری به شبکیه می‌رسد.
ماهیچه گشادکننده به‌طور خاص توسط اعصاب سمپاتیک پساعُقده‌ای که از عقده (گانگلیون) فوقانی گردن به عنوان ریشه سمپاتیک عقده مژگانی نشأت می‌گیرند، عصب‌دهی می‌شود. از آنجا، آنها از طریق سرخرگ کاروتید درونی و مجرای کاروتید به سوراخ پاره‌ای جمجمه حرکت می‌کنند. سپس به گودی جمجمه‌ای میانی وارد می‌شوند، در بالای سوراخ پاره‌ای از میان سینوس اسفنجی در گودی میانی جمجمه حرکت می‌کنند و سپس در مجرای دیداری با سرخرگ چشمی یا روی عصب چشمی به شکاف بالایی کاسه چشم سفر می‌کنند. از آنجا، آنها با عصب بینی‌مژگانی و سپس عصب بلند مژگانی می‌کنند. سپس صلبیه را سوراخ می‌کنند و بین صلبیه و مشیمیه حرکت می‌کنند تا به ماهیچه گشادکننده عنبیه برسند. آنها همچنین از عقده مژگانی عبور می‌کنند و در عصب‌های کوتاه مژگانی حرکت می‌کنند تا به عضله گشادکننده عنبیه برسند.

## کارکرد

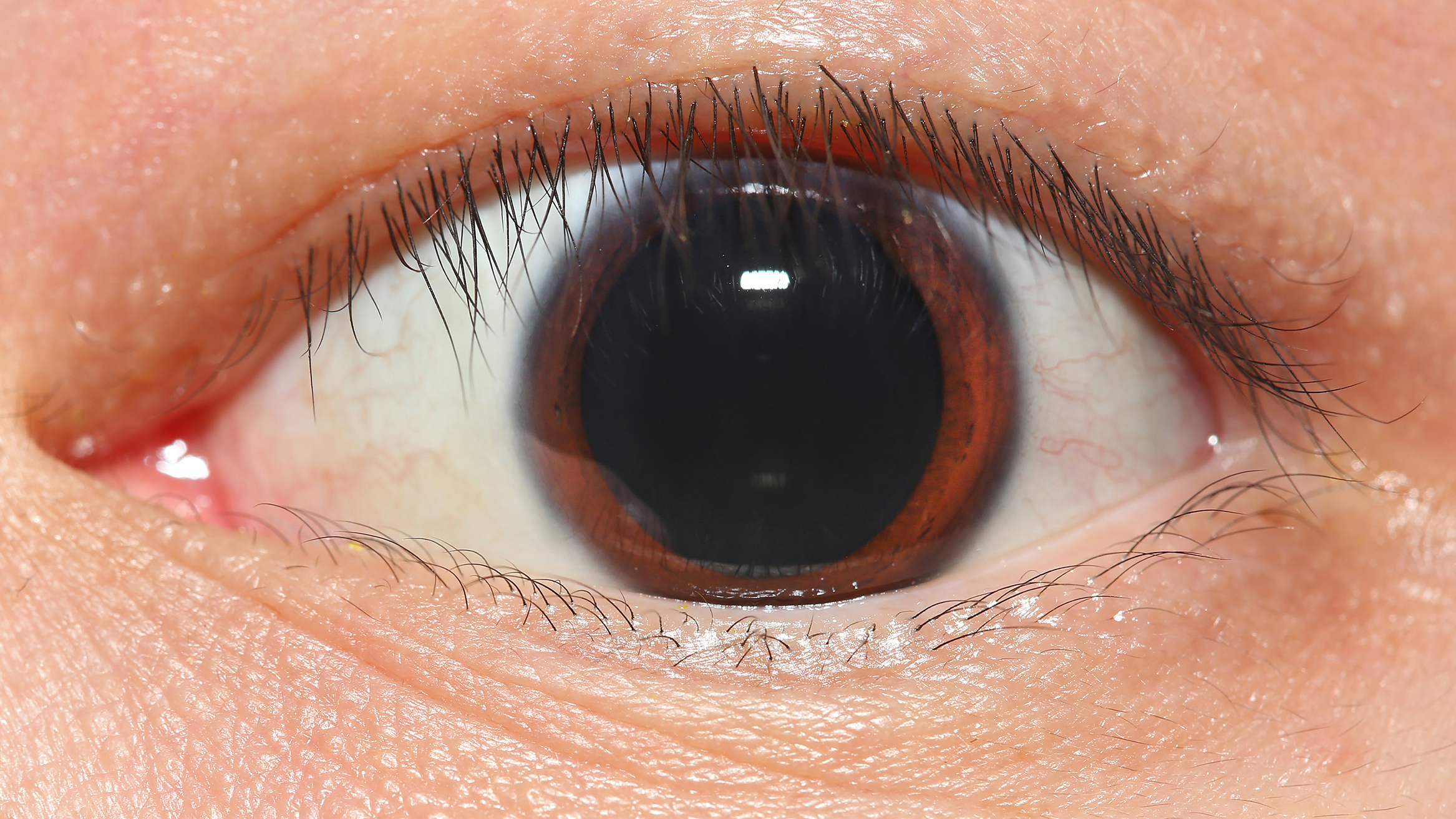
هنگامی که ماهیچه گشادکننده عنبیه تحریک و منقبض می‌شود، مردمک چشم گشاد می‌شود.

کارکرد ماهیچه گشادکننده مردمک افزایش اندازه مردمک برای ورود نور بیشتر به چشم است. این عضله در نقطه مخالف عمل ماهیچه تنگ‌کننده مردمک عمل می‌کند. گشادی مردمک زمانی اتفاق می‌افتد که نور کافی برای عملکرد طبیعی چشم وجود نداشته باشد و زمانی که فعالیت سمپاتیک افزایش یافته باشد - مانند حالت «جنگ یا گریز».

## نگارخانه

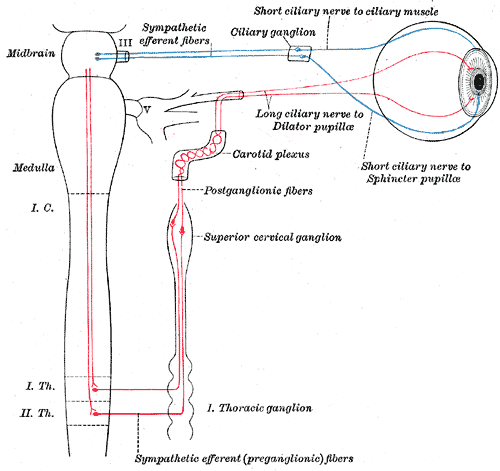
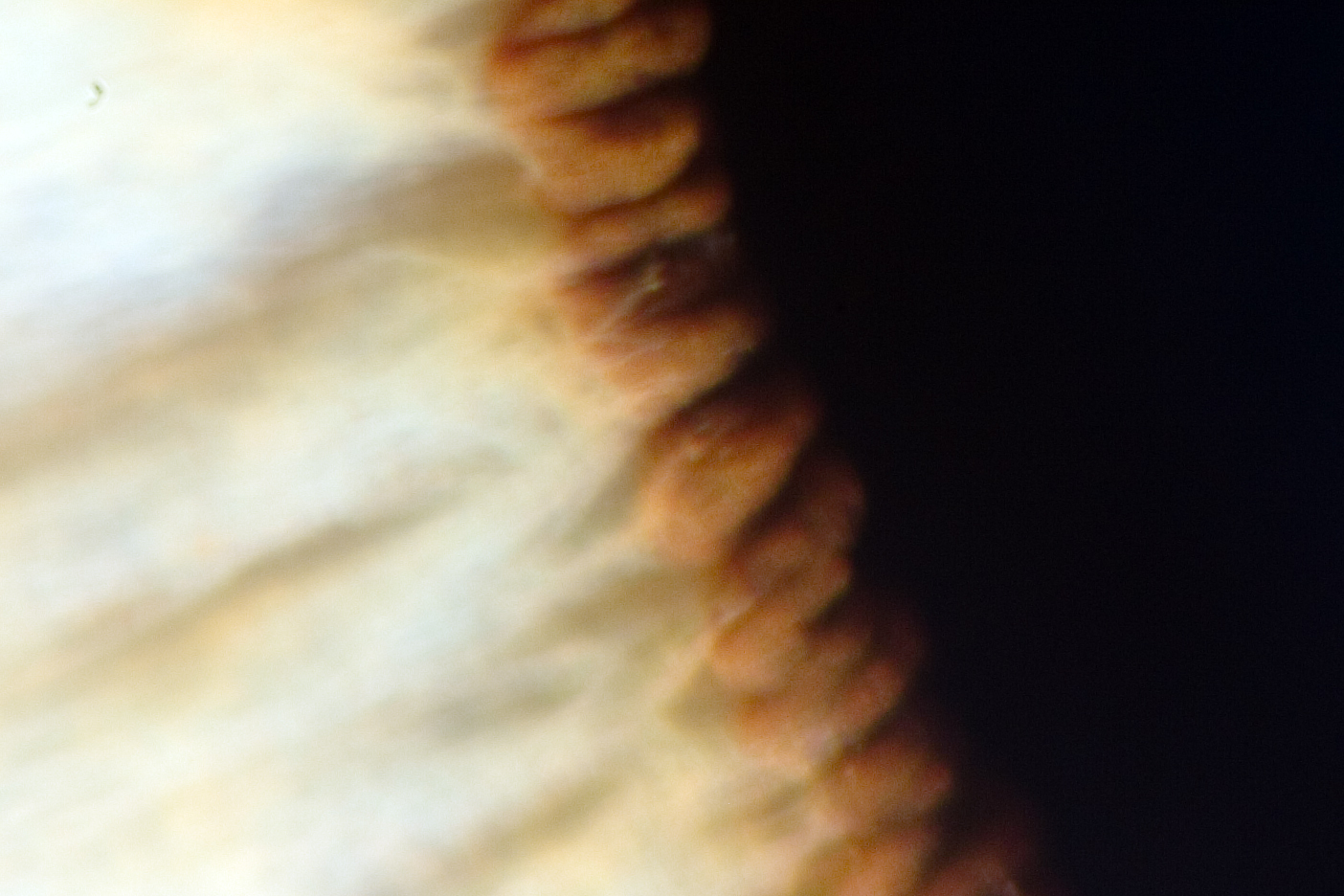